# Rezgő nyár
A rezgő nyár (Populus tremula) a Malpighiales rendjébe, ezen belül a fűzfafélék (Salicaceae) családjába tartozó faj. Egyéb nevei: közönséges nyár vagy eurázsiai nyár.
Nemzetségének a típusfaja.

## Elnevezése
A rezgő nevet onnan kapta, hogy a legkisebb szélmozgás hatására levelei lazán elkezdenek mozogni, billegni, „rezegni”. Innen a szólás „reszket, mint a nyárfalevél”.

## Előfordulása
A rezgő nyár valamennyi nyár közül a leggyakoribb Európában. Észak-Ázsia területén is fellelhető. Észak felé egészen a hideg és a mérséklet éghajlati övezet határáig, a sarkköri övig megjelenik. Mindenütt: a hegyi tisztásokon, faállományok szegélyén, hegyoldalakon vagy sövényekben megtalálható. A síkságoktól az 1000 métert jóval meghaladó tengerszint feletti magasságig, akár a hóhatárig felhatol.

## Változatai
- Populus tremula var. davidiana (Dode) C.K.Schneid.
- Populus tremula var. sieboldii (Miq.) H.Ohashi

## Megjelenése

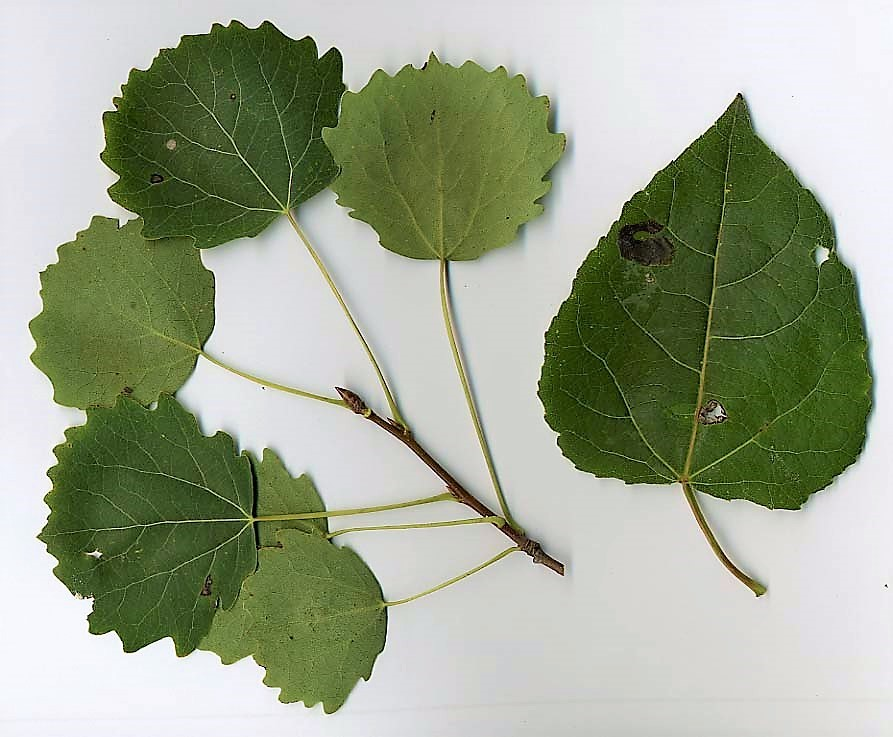
Kifejlett (balra) és fiatal (jobbra) levelek

A közönséges nyár lombhullató fa, termetre a legkisebb nyárfaj, átlagos magassága 15–20 méter, de elérheti a 20–30 métert is. Gyökérsarjakat képez. Koronája kezdetben igen laza, később inkább kúp alakú, végül gömbölyded vagy szabálytalanul több részre tagolódik. Törzse ritkán egyenes, többnyire kissé hajlott. Kérge csupasz, meglehetősen sima, némileg ragadós, szürkészöld vagy ezüstszürke színű, később barnára, majd teljesen szürkére változik. A levelek 3–10 centiméter hosszúak, csak a hosszú- és a sarjhajtásokon szív alakúak, hegyes csúcsúak, nem hullámos élűek, különben túlnyomórészt kerekdedek, csúcsuk igen rövid, alig érzékelhető, szélük tompán fogas vagy sekélyen öblös-kanyargós, nyelük hosszú és lapított. Lombfakadás előtt sokkal korábban megjelennek már a 4–8 centiméter hosszú barkák a mindig sima és fényes vesszőkön. A növény kétlaki, azaz a porzós és a termős barkák külön példányokon fejlődnek. A porzós barkák lilás-szürke színűek, selymesek tapintásúak és kövérek. A termős barkák eleinte soványabbak, zöld színüket a termők adják, melyek bibéje kétágú. Nem sokkal a megtermékenyülést követően a termők borsó méretűvé híznak, így a termős barkák kövérebbek lesznek. A termések májusban már beérnek. A toktermésekben repítőszőrös magvak fejlődnek, amik a termések felhasadásával kitüremkednek és fehérlőn gyapjassá teszik a barkákat. A szél aztán „kiszabadítja” és a szőröknek köszönhetően tovaröpíti a magokat.

## Életmódja
A nyerstalajok ideális pionír növénye. A világos fekvést, a laza, tápanyagban gazdag talajt kedveli. Előfordul a sík- vagy hegyvidék láptalajain, réti talajain, de szárazabb talajokon, a hamar kiszáradó futóhomokon és mészszegény kőzeten létrejött talajokon is. A virágzási ideje március–április között van. Az őszi lombhullást követően élénksárga levelei csak lassan bomlanak le a talajon.

## Képek

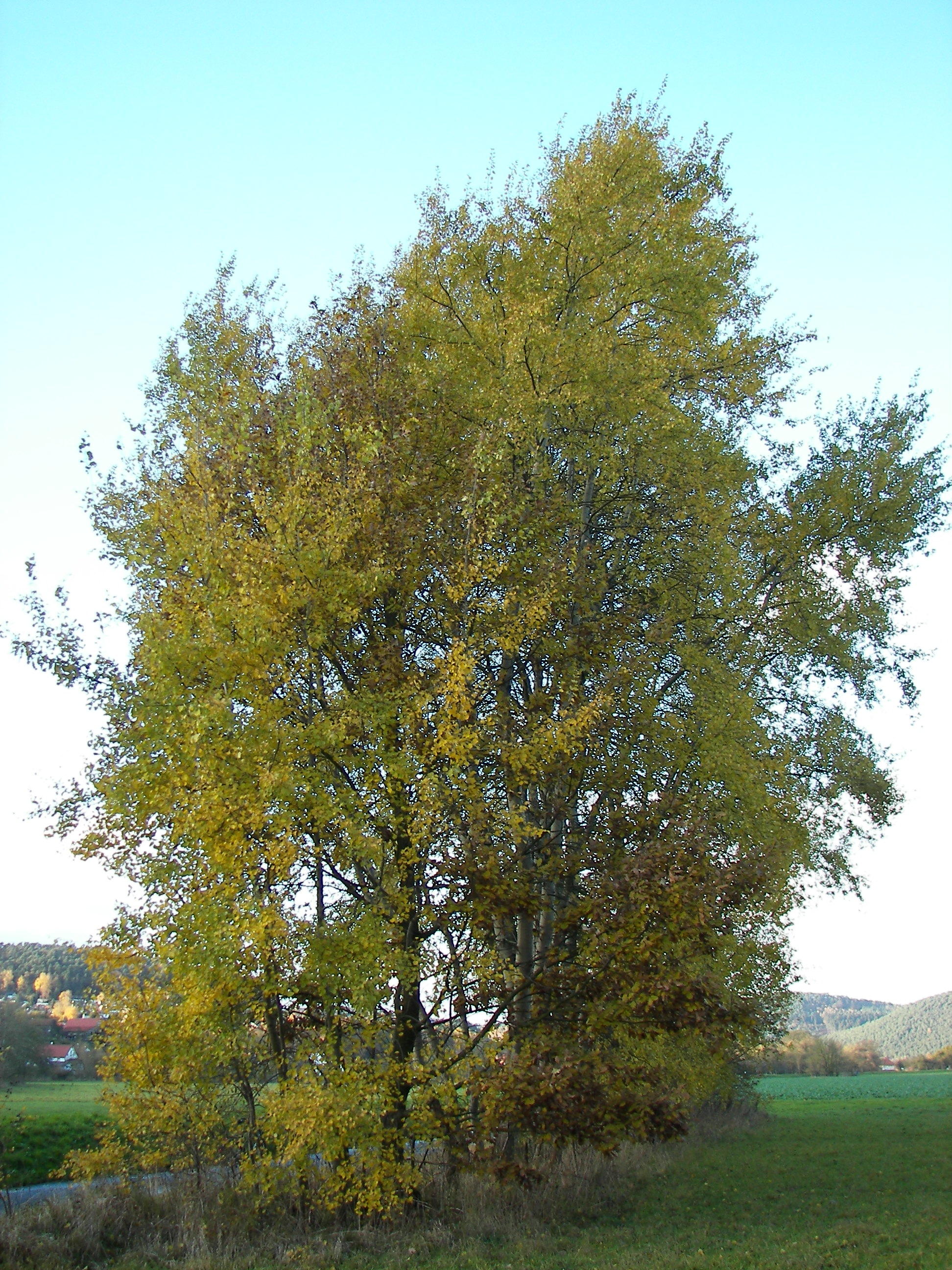
A fa nyáron
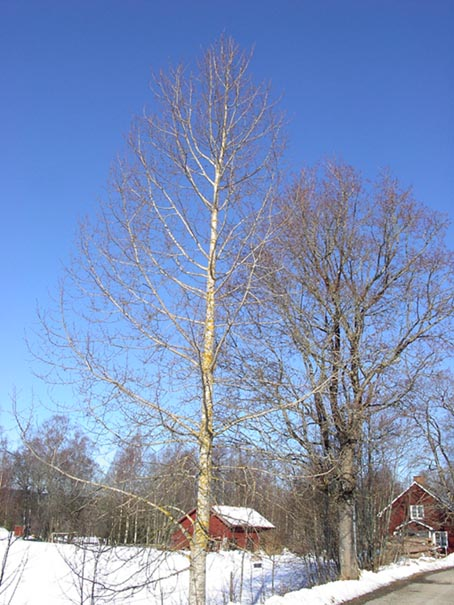
... és télen
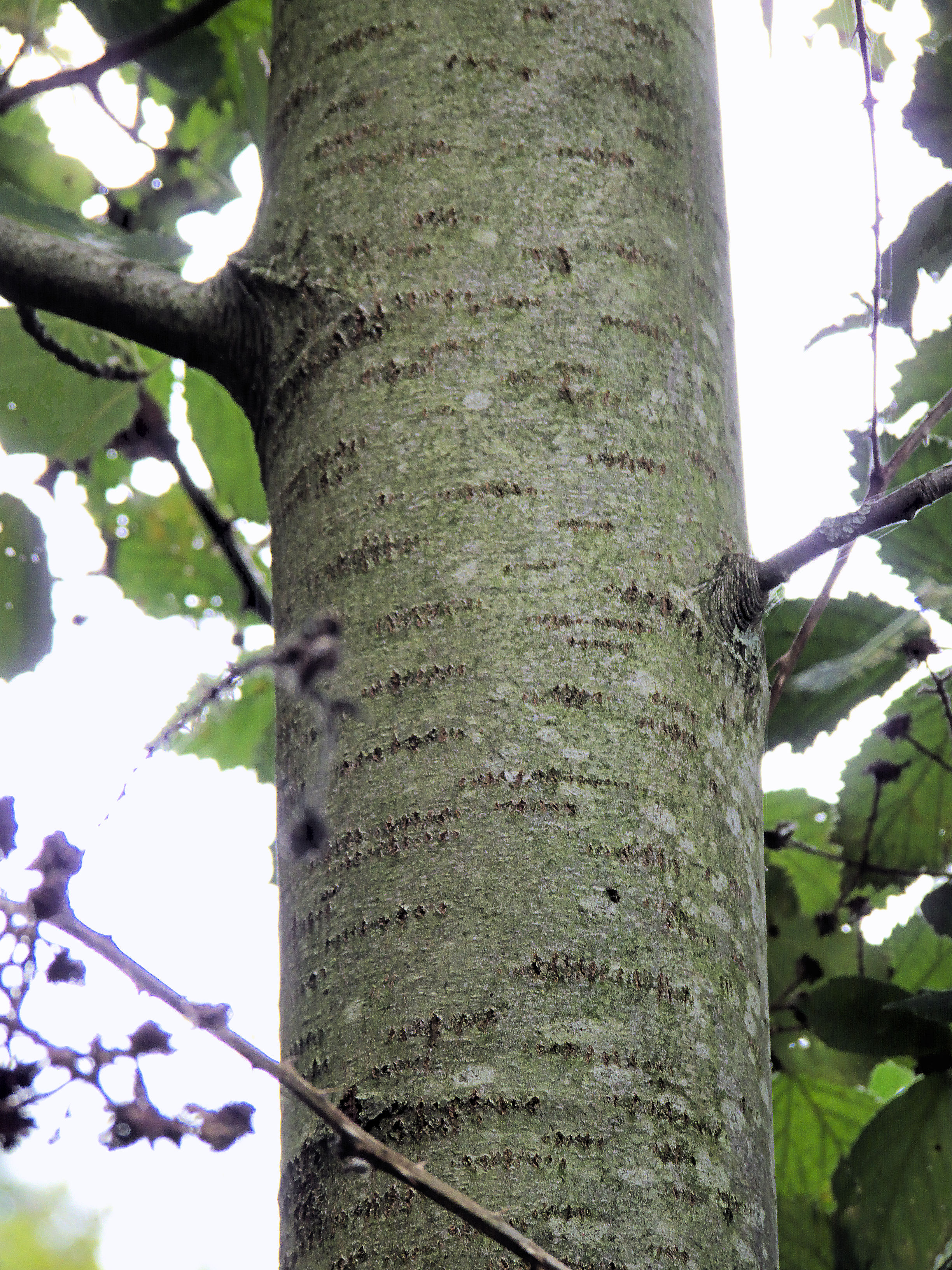
A kérge
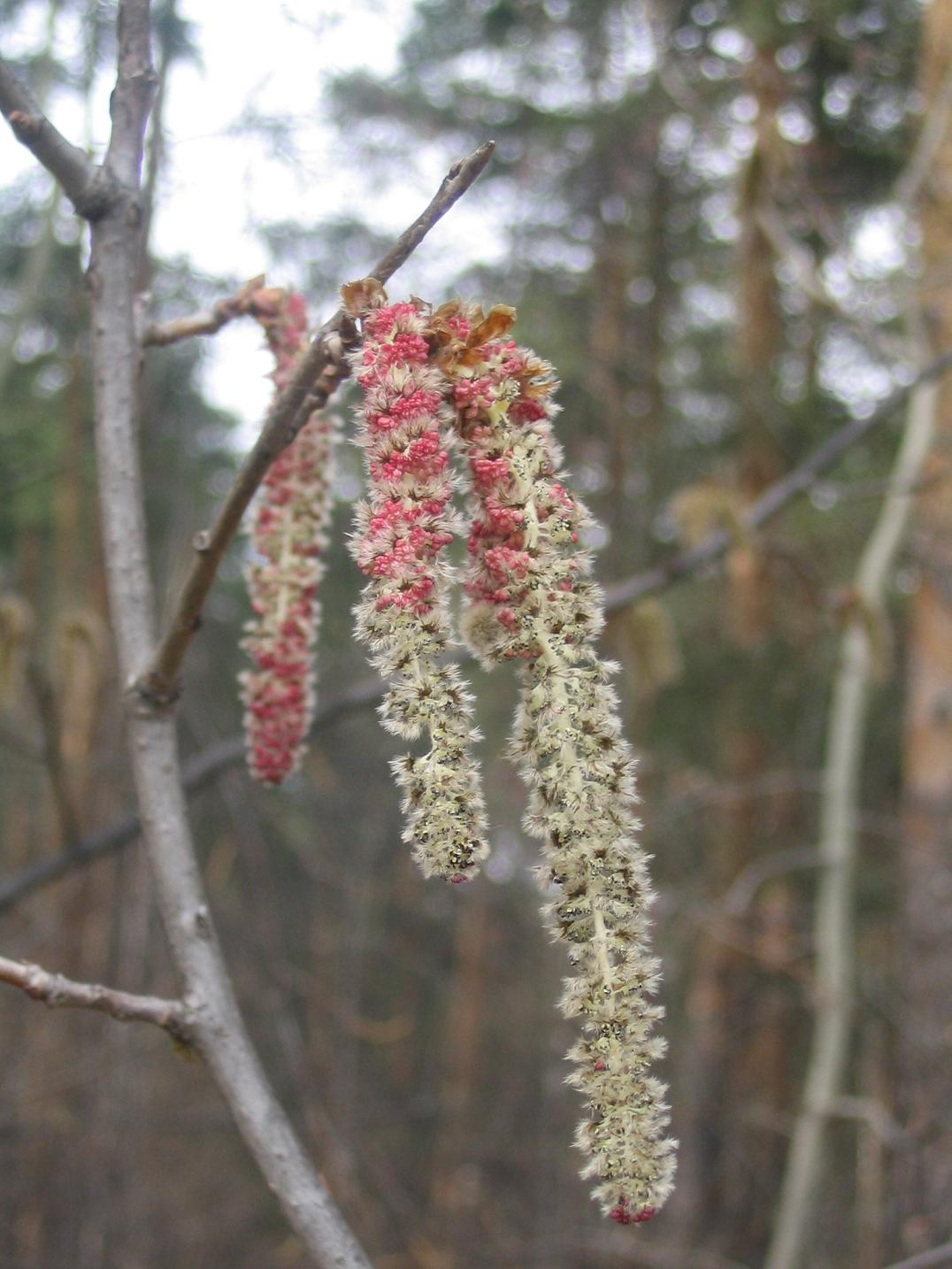
A barkái
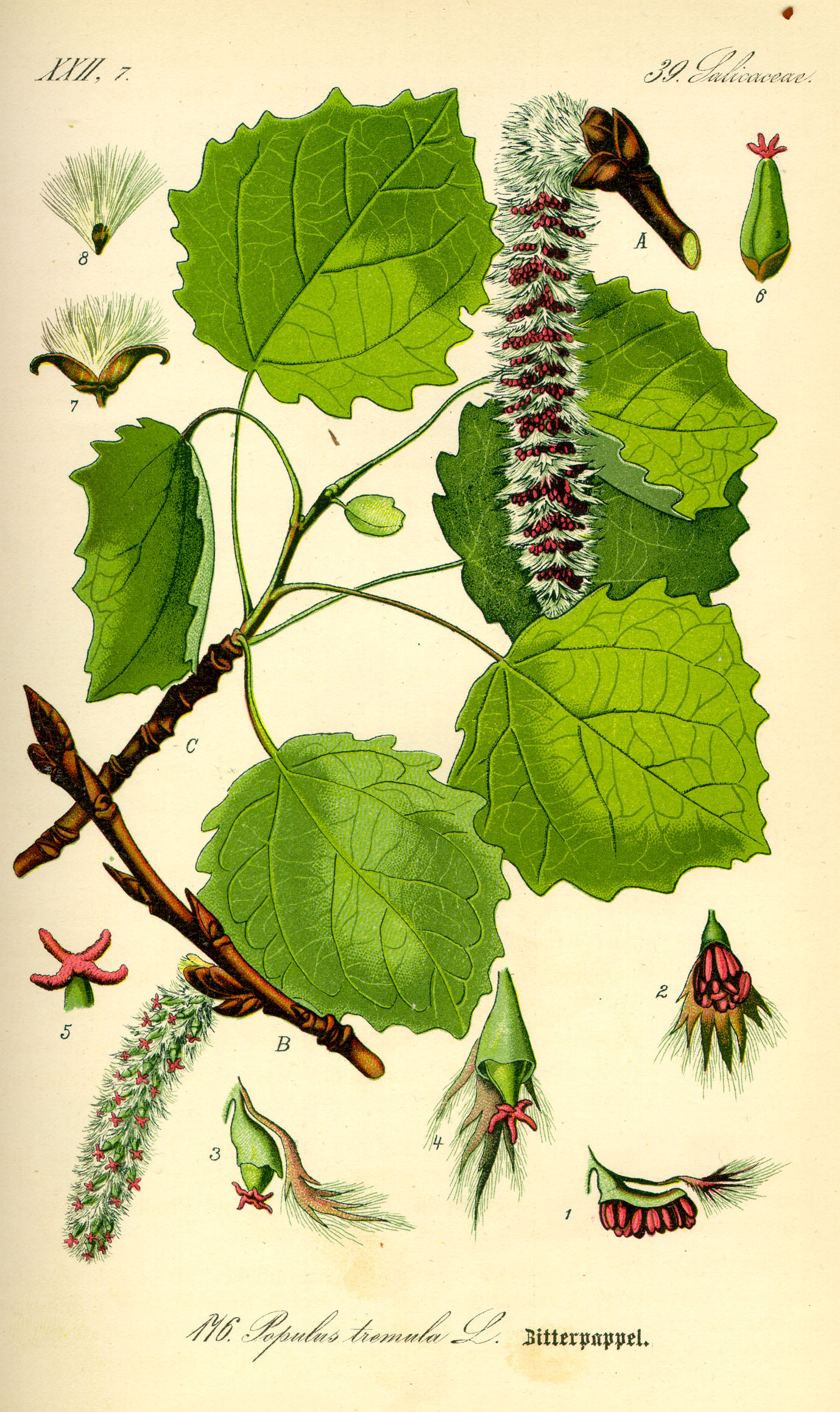
Rajz a levelekről, barkákról és magokról